# Rábai teraszos sík
A Rábai teraszos sík a Vas–Soproni-síkság egyik kistája Vas vármegyében. A 408 km²-es területű vidék a Rába alsó, Magyarországra eső, Körmendtől Sárvárig húzódó völgyét határolja el az attól északnyugatra elterülő Pinka-, Gyöngyös- és Répce-síkoktól.

## Földtan és domborzat
A síkság medencealjzata szilur és devon kori metamorfitösszletből épült fel, ezzel egyben az alpi képződmények keleti határát jelöli ki Magyarországon. Az erre rakódott, 8–10 km széles kavicstakarós síkságot a Rába alakította ki a pleisztocén középső és végső szakaszában, amelyre a jégkorszak során vályog és löszös üledék települt. Földtanilag a Pinka- és a Gyöngyös-síktól az Ős-Rába által alámosott törésperem választja el, a Répce-sík kavicstakarós hordalékkúpjába viszont fokozatosan belesimul.
A délnyugatról északkeleti irányban lejtő síkság átlagos tengerszint feletti magassága 180 méter, legmagasabb pontja Pinkamindszentnél (215 m), legalacsonyabb pontja pedig északkeleten, Nick térségében (139,5 m) található. Viszonylag tagolatlan, enyhén lejtő felszínét csak a Gyöngyös és a Sorok patakok keskeny völgyei teszik változatossá. Folyóvizei a Rába bal oldali mellékágai: a Pinka, a Szemcse-patak, a Mukucs-patak, a Sorok, a Gyöngyös és a Kőris-patak. Középvízhozamuk viszonylag csekély, a Gyöngyösé Sárvárnál, azaz torkolatközelben 2,5 m³/s, a Soroké Zsennyénél 1,5 m³/s.

## Éghajlat
A Rábai teraszos sík éghajlatát délnyugatról északkeleti irányban emelkedő, mérsékelten hűvös évi középhőmérséklet (9,2–9,8 °C) jellemzi. A csapadékmennyiség szintén mérsékelt (640–740 mm/év), jelentős területi különbségekkel a nedvesebb délnyugati régiók és a szárazabb északi részek között. A legtöbb egynapi csapadékot Körmendnél mérték (147 mm). Az évi napsütötte órák száma 1820–1900 között mozog, jellemző az északi szélirány.

## Talaj és növényzet
Talajtakarója változatos, az agyagbemosódásos barna erdőtalaj (az összterület 33%-a) és a barnaföld (32%) mellett kisebb területeken csernozjom és pszeudoglejes barna erdőtalaj (9-9%), nyers öntéstalaj (8%), réti öntéstalaj (5%) és réti talaj (4%). Természetes növénytakarói a gyertyános-tölgyesek, illetve erdei fenyővel elegyes tölgyesek. Az erdőterületek napjainkra visszaszorultak, szántóföldek vetté át a helyüket, illetve a meglévő állomány jelentős része is telepített akácos.
| Területhasznosítás | Terület     | Területarány |
| ------------------ | ----------- | ------------ |
| Lakott terület     | 2 445,9 ha  | 6,0%         |
| Szántó             | 30 577,3 ha | 75,0%        |
| Kert               | 106,8 ha    | 0,3%         |
| Szőlő              | 0,0 ha      | 0,0%         |
| Rét, legelő        | 1 778,1 ha  | 4,4%         |
| Erdő               | 5 632,6 ha  | 13,8%        |
| Vízfelszín         | 230,6 ha    | 0,6%         |

## Népesség
A Rábai teraszos sík népessége 45 963 fő (2001), népsűrűsége az országos átlag közelében van (113 fő/km²). A népesség és a kistáji szinten sűrűnek mondható településhálózat azonban területi egyenetlenségekkel jellemezhető. A kistáj területén található két, 12–15 ezres lakosú város, Körmend és Sárvár, a közéjük eső terület sűrűbben települt, mint a síkság délnyugati és északkeleti vidékei. Mindössze öt település lakossága haladja meg az 1000 főt (2001), ezek: Ikervár, Rábahídvég, Rábapaty, Rum és Vasszécseny. Ezeken kívül jobbára kisfalvak (Csénye, Egyházashollós, Jákfa, Meggyeskovácsi, Nick, Ölbő, Pecöl, Püspökmolnári, Sorkifalud, Uraiújfalu), 200–500 lelkes aprófalvak (Csempeszkopács, Magyarszecsőd, Megyehíd, Nemeskolta, Nemesrempehollós, Rábatöttös, Vasalja, Zsédeny) és ezeknél is kisebb törpefalvak (Gyanógeregye, Harasztifalu, Pinkamindszent, Zsennye) erezik be a kistáj képét.
A 2001. évi népszámlálás szerint a lakosság 80,0%-a római katolikus, 6,3%-a evangélikus, 3,4%-a református. A magyar népesség aránya 96%-os, ezenkívül csupán a cigányság részaránya számottevő (0,5%).